# Såningsmannen (Millet)
Såningsmannen (franska: Le Semeur) är en oljemålning av den franske konstnären Jean-François Millet från 1850. Den ingår sedan 1917 i Museum of Fine Arts samlingar i Boston.
Millet flyttade 1849 till Barbizon, en by i Fontainebleauskogen utanför Paris. Där ingick han i konstnärsgruppen Barbizonskolan som målade nedtonat realistiskt landskapsmåleri i motsats till Düsseldorfskolans dramatiska landskap. Millet var själv bondson och skildrade med värdighet och tungt allvar lantbefolkningens strävsamma liv. Hans målningar har ibland uppfattats som sentimentala. På sin tid ansågs de dock vara radikala för sin socialrealism. Att i storformat avbilda enkla jordbruksarbetare var nytt och kontroversiellt i Paris konstetablissemang. Inte sällan ifrågasattes Millet för sina "fula" motiv.
Såningsmannen var den första stora tavlan Millet gjorde i Barbizon. Han ställde ut den på Parissalongen 1850 där den fick mycket uppmärksamhet och en hel del kritik. Han återkom till samma motiv åtminstone tre gånger. En andra oljeversion som målades efter 1850 ingår i Carnegie Museum of Arts samlingar i Pittsburgh. På Clark Art Institute i Williamstown och Walters Art Museum i Baltimore finns två pastellversioner som utfördes omkring 1865. 
Vincent van Gogh var mycket inspirerad av Millets målningar av jordbrukslandskap och lantarbetare. Han kopierade Såningsmannen i ett flertal egna målningar. Till skillnad från Millets dova färger målade van Gogh i starkt lysande färger.

## Relaterade bilder

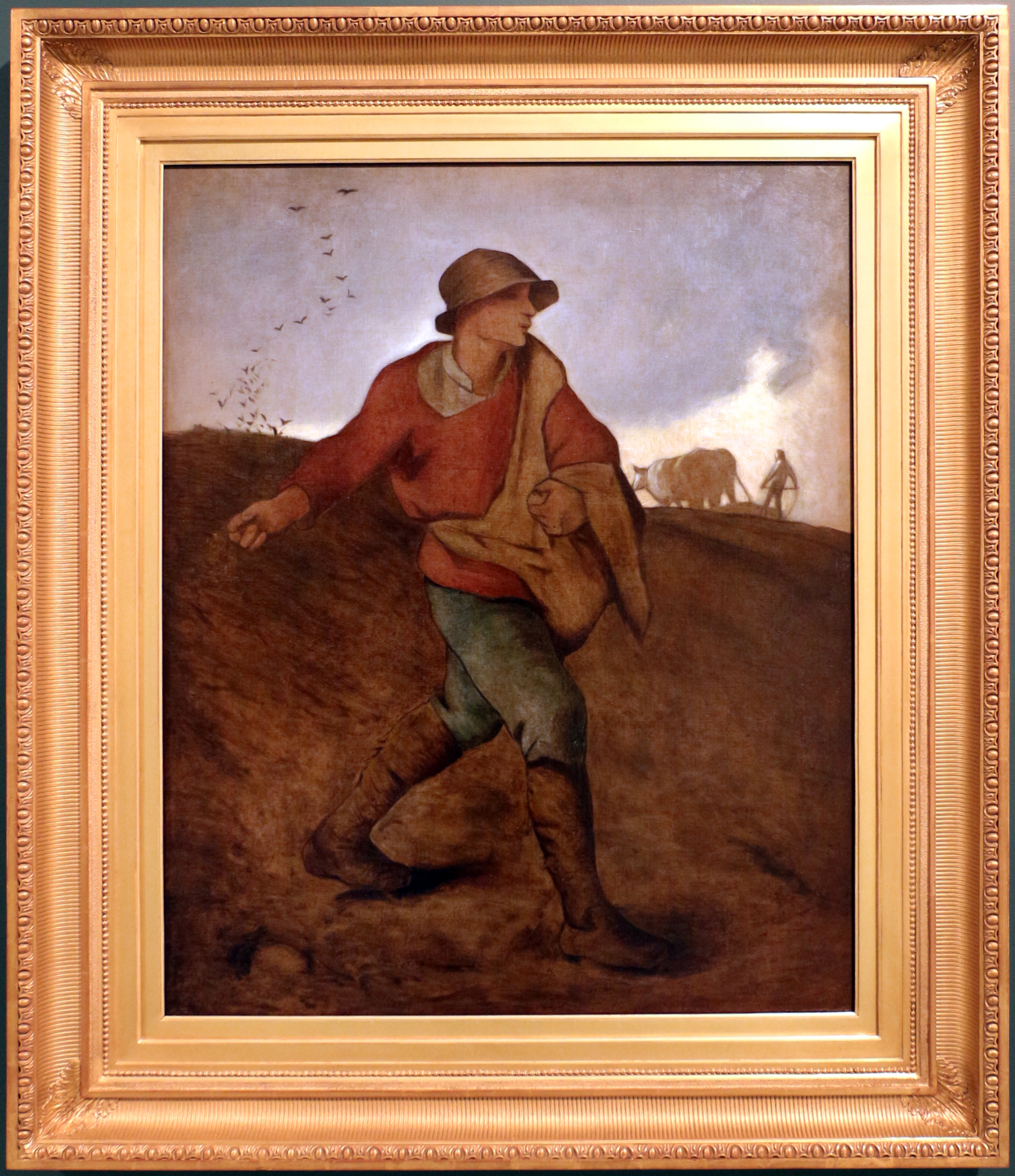
Millets andra oljeversion målades strax efter den första och har storleken 105,4 x 85,7 cm och är utställd på Carnegie Museum of Art i Pittsburgh.
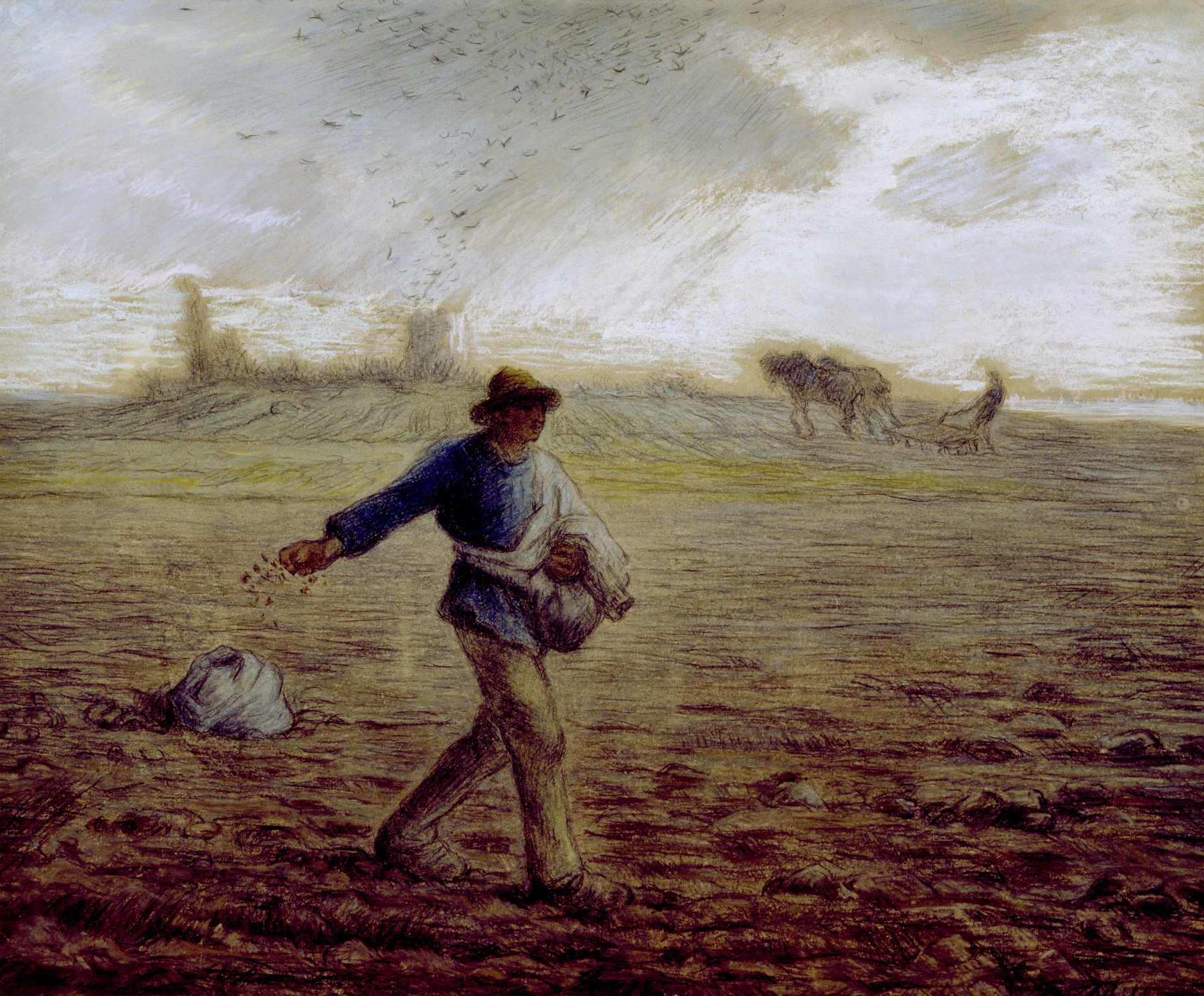
Millets pastellversion med dimensionen 43,5 x 53,5 cm är sedan 1931 utställd på Walters Art Museum i Baltimore, Maryland.
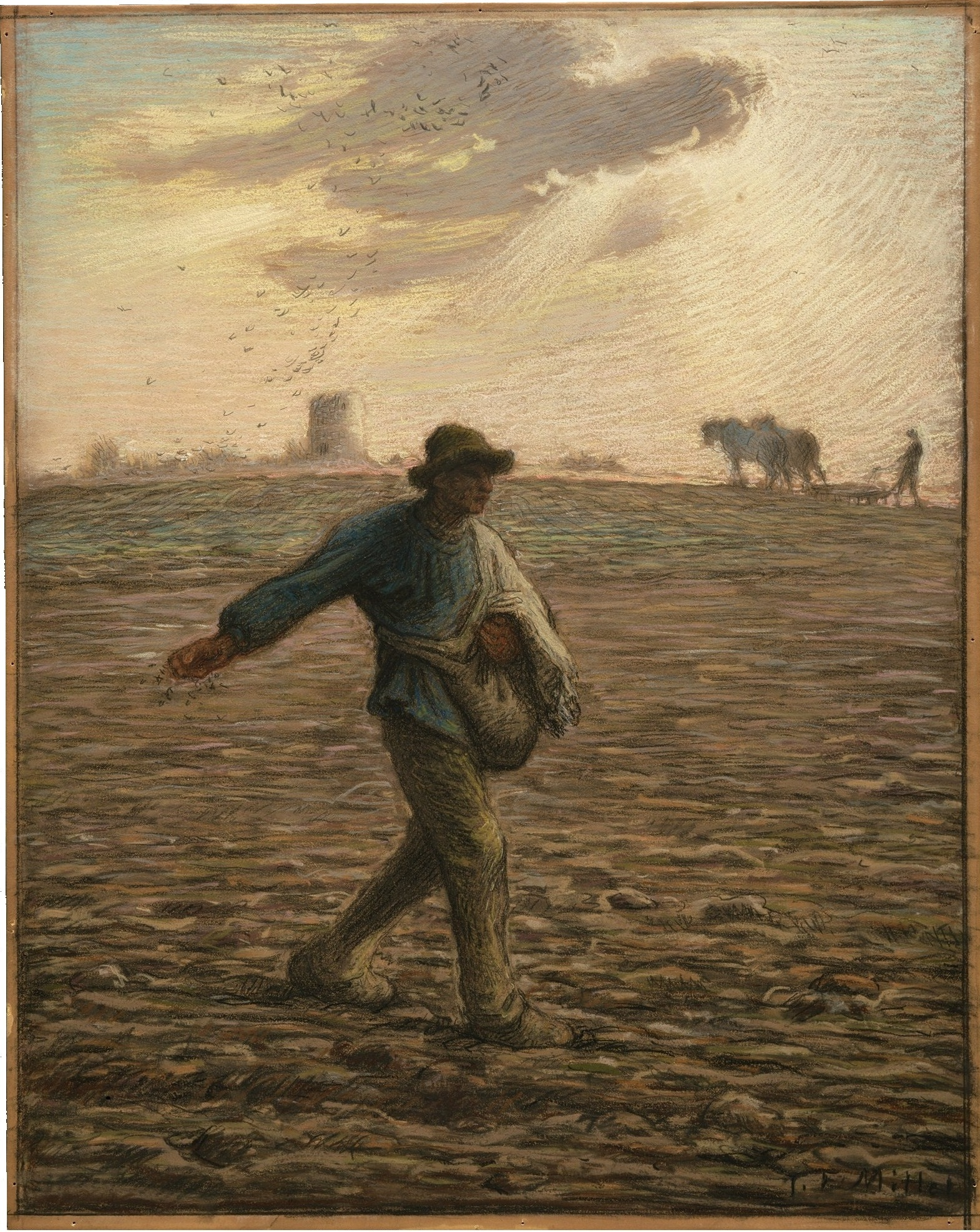
Millets pastellversion från omkring 1865 och med dimension sedan 1982 en mindre (47x37,5 cm) är sedan 1982 utställd på Clark Art Institute i Williamstown.
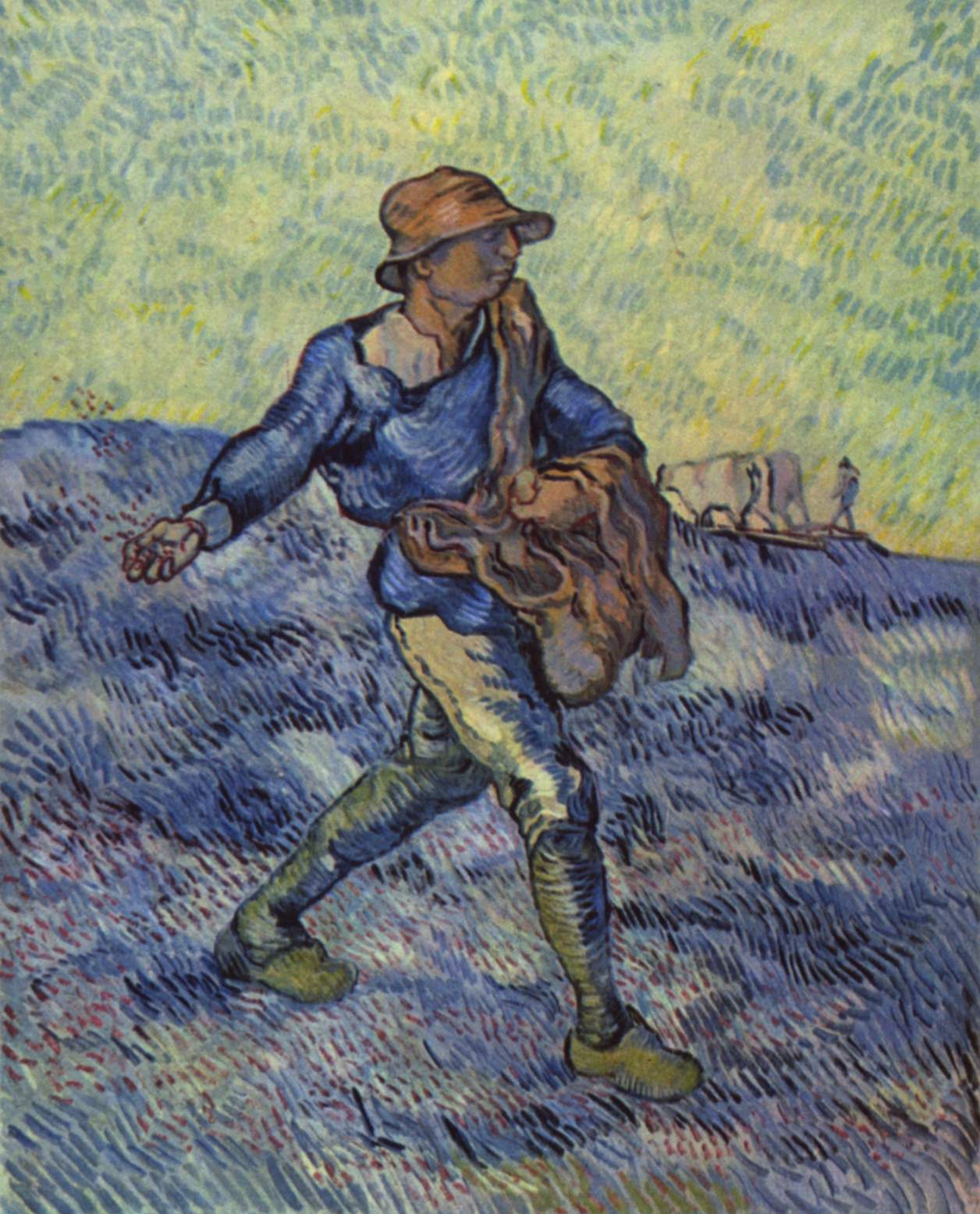
Vincent van Goghs Såningsmannen.